# Acorn Archimedes

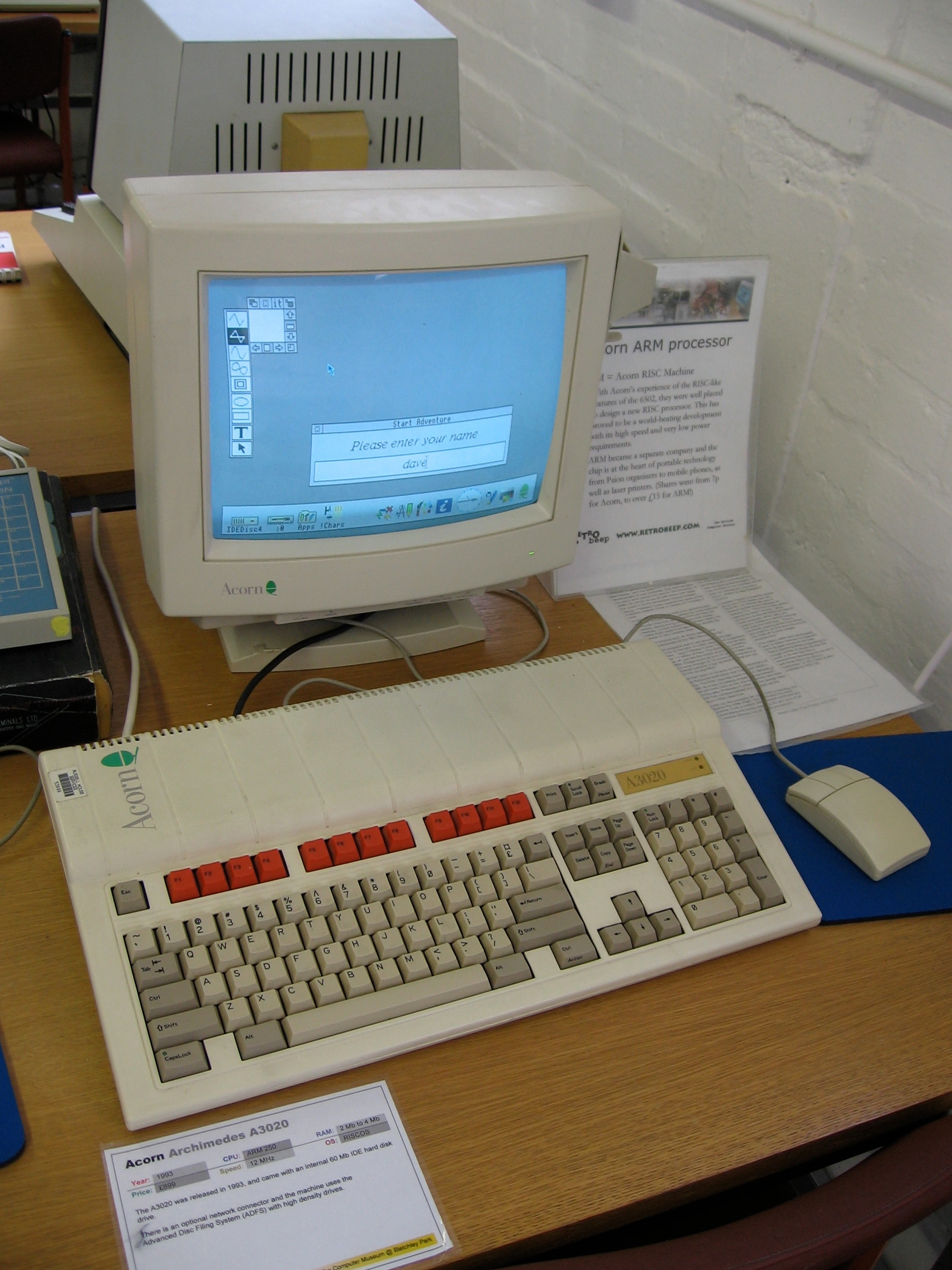
Acorn Archimedes A3020 met RISC OS

De Acorn Archimedes was een homecomputerproductlijn van de Britse computerfabrikant Acorn Computers Ltd die in 1987 werd gelanceerd, vernoemd naar de Griekse wetenschapper Archimedes.
Omdat de Archimedes computers waren uitgerust met een door Acorn zelfontwikkelde 32-bits RISC-processor waren ze veel geavanceerder dan de toentertijd in het bedrijfsleven gangbare personal computers, die veelal beschikten over een 8- of 16-bits processor. Hoewel de ARM-processor (Acorn RISC Machine) van de Archimedes 32-bits was en uiterst geavanceerd voor zijn tijd was beschikte de 32-bit 80386-processor van Intel over nog geavanceerdere mogelijkheden zoals virtual memory en virtual 8086 mode voor het simultaan laten draaien van meerdere protected-mode processen als real-mode processen.
De eerste Archimedes 300- en 400-reeksen waren uitgerust met een besturingssysteem dat Arthur heette, maar dat werd al gauw vervangen door het multitaskingbesturingssysteem RISC OS.
De Archimedes veroverde een leidende plaats op de Britse onderwijsmarkt waar Acorn dankzij de Acorn BBC computer al een sterke positie had. Omdat de computers nogal kostbaar waren, werden ze buiten deze nichemarkt weinig gebruikt.
In 1989 werd een goedkopere versie uitgebracht, de Archimedes 3010, maar deze kreeg niet zoveel aanhang als de toen populaire 16-bits Atari ST en Commodore Amiga homecomputers. Ook kwam er een laptop uit, de Archimedes A4. In 1994 kwam de modulaire Risc PC uit en vlak voordat Acorn Computers in 1998 werd opgebroken werd de Acorn Phoebe geïntroduceerd, een opvolger van de Archimedes in een standaard PC-behuizing met een typerend geel front. Deze zou echter nooit op de markt verschijnen.
De ARM-processor (de afkorting staat tegenwoordig voor Advanced RISC Machine) werd nadien doorontwikkeld door ARM Ltd, een verzelfstandigde dochteronderneming van Acorn, en is tegenwoordig de meest gebruikte processor voor smartphones en tablets.